# 達奇米爾斯 (阿肯色州)
達奇米爾斯（英語：Dutch Mills）是位於美國阿肯色州華盛頓縣的一個非建制地區。該地的面積和人口皆未知。

## 地理
達奇米爾斯的座標為35°52′32″N 94°29′30″W / 35.87556°N 94.49167°W，而該地的平均海拔高度為313米（即1027英尺）。